# رنه کابررا
رنه کابررا (اسپانیایی: René Cabrera‎؛ زادهٔ ۲۱ اکتبر ۱۹۲۵) بازیکن فوتبال اهل بولیوی بود.
وی همچنین در تیم ملی فوتبال بولیوی بازی کرده‌است.